# Gustave Léonard de Jonghe

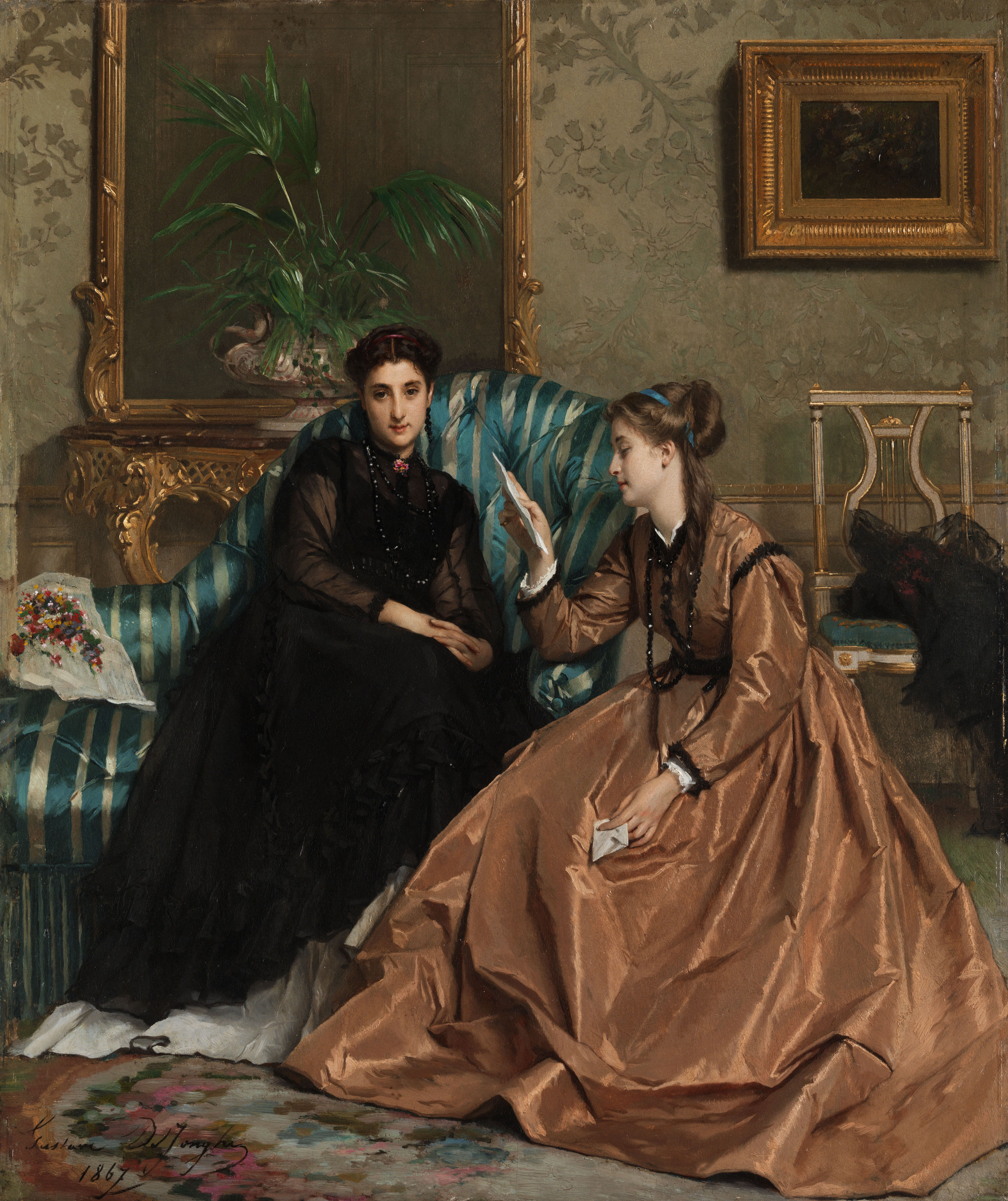
De Jonghe: De liefdesbrief, 1867.

Gustave Léonard de Jonghe (Kortrijk, 4 februari 1829 - Antwerpen, 28 januari 1893) was een Vlaams kunstschilder, vooral bekend door zijn vrouwportretten.

## Leven
Gustave Léonard de Jonghe was de zoon van landschapschilder Jan Baptiste de Jonghe, die hem ook de inwijdde in het schildersvak. Toen zijn vader in 1844 stierf kreeg hij van zijn geboortestad Kortrijk een studiebeurs en vervolgde zijn studies aan de Koninklijke Academie voor Schone Kunsten van Brussel, onder andere bij François-Joseph Navez en Louis Gallait. Reeds in 1848 exposeerde hij in de Brusselse salon. Enkele jaren later verhuisde hij naar Parijs, waar hij onder de bourgeoisie snel naam maakte als salon- en portretschilder. Vanaf de jaren 1850 zou hij diverse keren exposeren op de Parijse salon. Bijna dertig jaar lang zou hij op en neer pendelen tussen Brussel en Parijs, om zich in 1884 te vestigen te Antwerpen. Daar overleed hij in 1893, 63 jaar oud.
In 1863 werd De Jonghe opgenomen in de Leopoldsorde.

## Werk
De Jonghe's vroege werk bestaat voornamelijk uit historische- en religieuze genrewerken, maar onder invloed van Alfred Stevens legde hij zich in de loop van de jaren 1850 vooral toe op de portretteerkunst. Hij schilderde vooral vrouwen uit de hogere kringen in luxueuze omgevingen, met veel aandacht voor modieuze kleding, steeds in een esthetisch-realistische stijl, zoals die in die tijd erg populair was. Invloeden zijn herkenbaar vanuit het japonisme en het oriëntalisme.
In de twintigste eeuw werd het werk van De Jonghe als sentimenteel beschouwd en raakte hij in de vergetelheid. Tegenwoordig doen zijn werken weer hoge prijzen op veilingen. Veel van zijn werk bevindt zich in privé-bezit, maar zijn werk bevindt zich ook in collecties van grote musea als het Koninklijke Musea voor Schone Kunsten van België te Brussel, het Koninklijk Museum voor Schone Kunsten Antwerpen, de Hamburger Kunsthalle, het Hermitage in Sint-Petersburg en het Musée d'Orsay te Parijs.

## Galerij

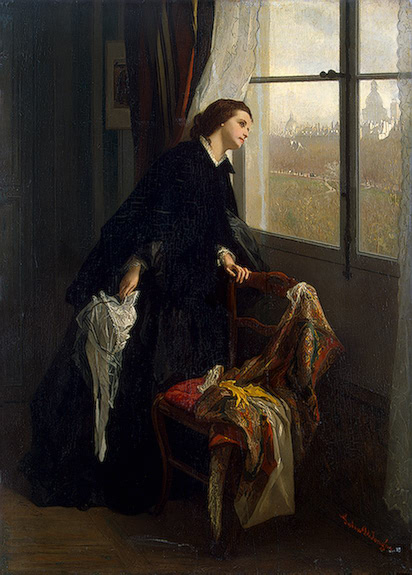
Veranderlijk weer
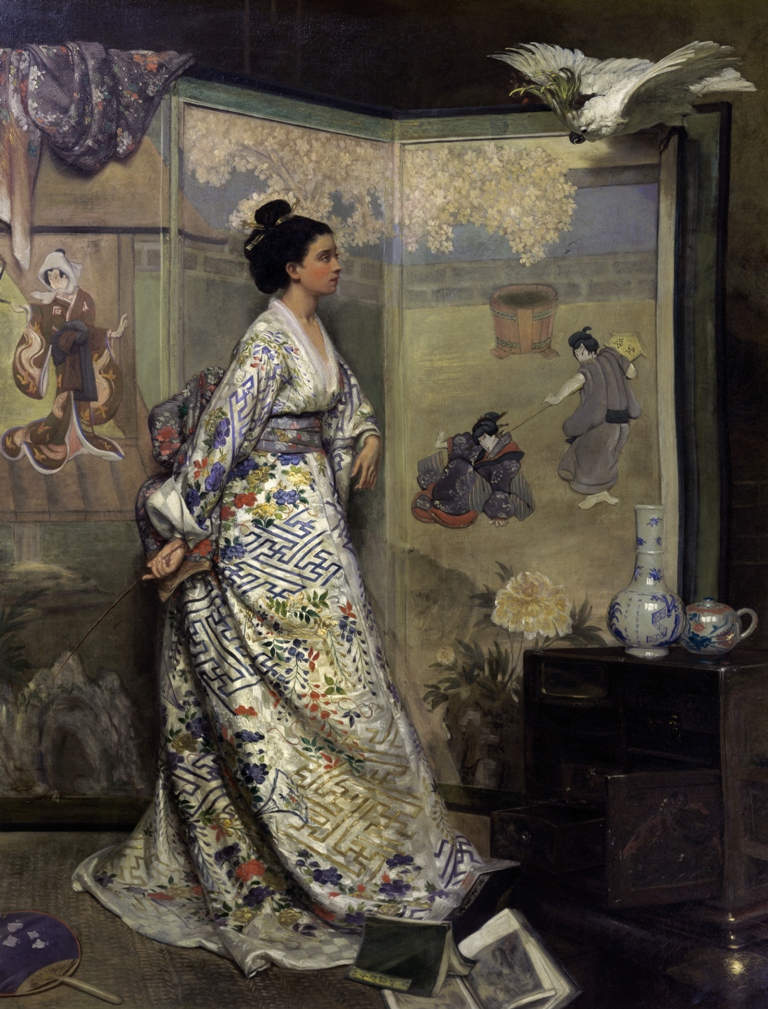
Het Japanse kamerscherm
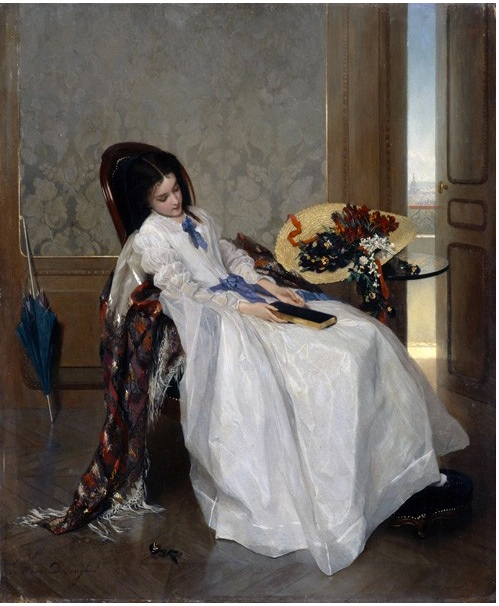
Na de wandeling
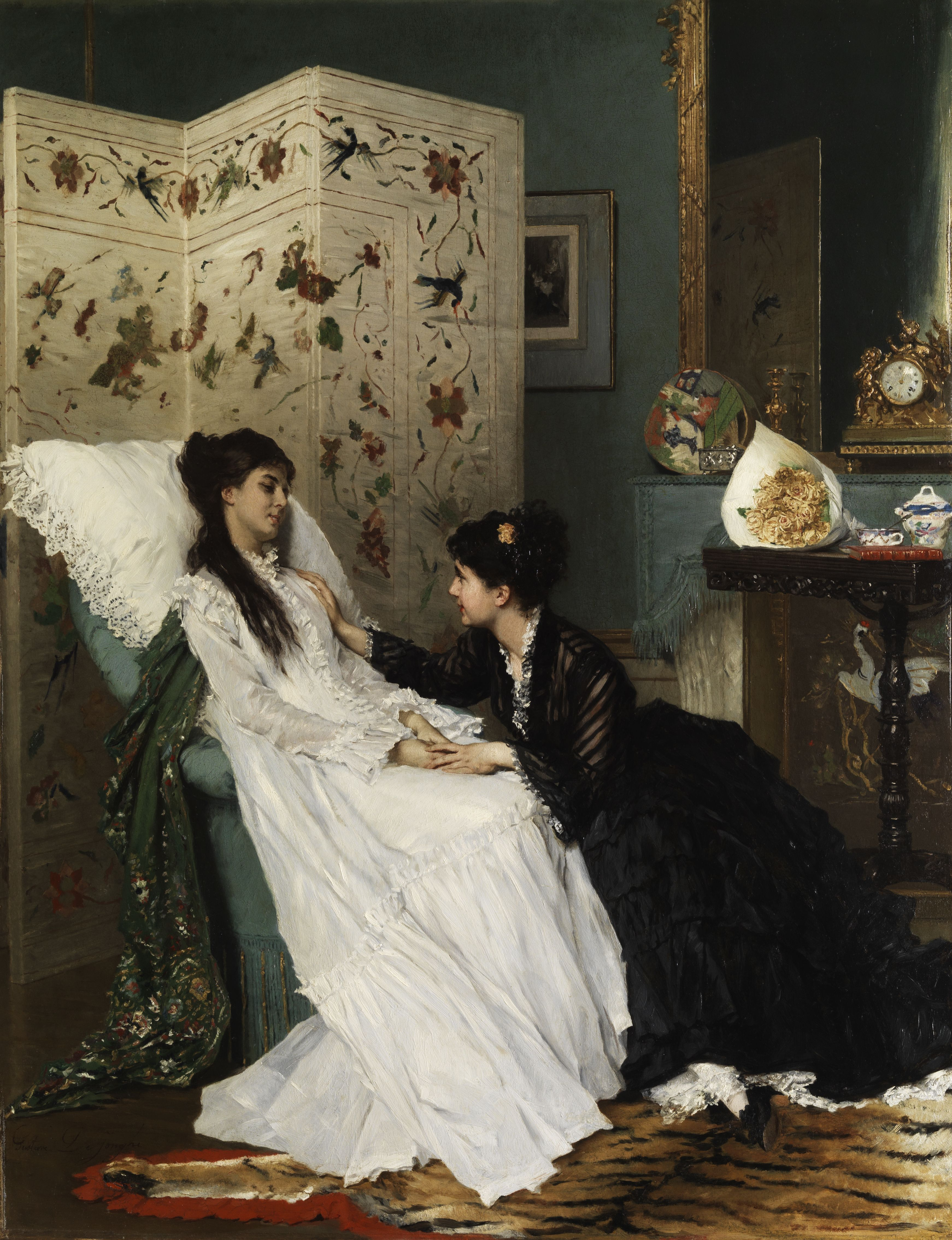
De genezing
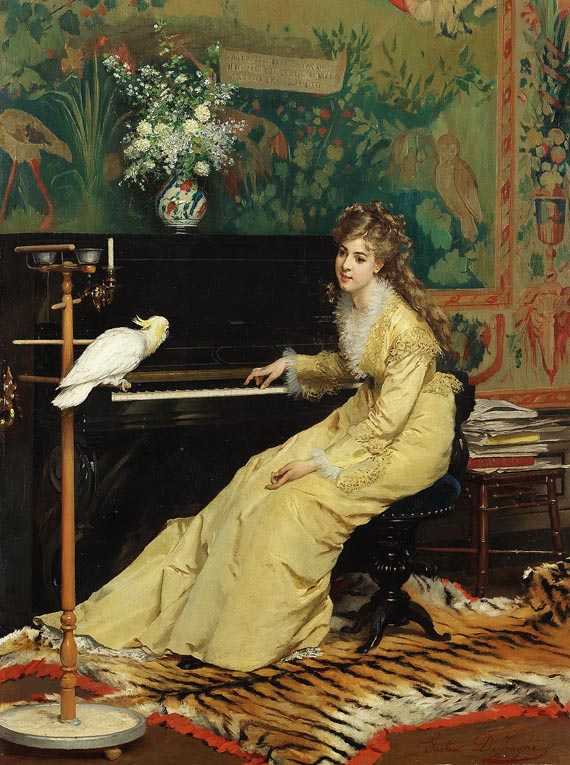
Jonge vrouw aan de piano met kakatoe
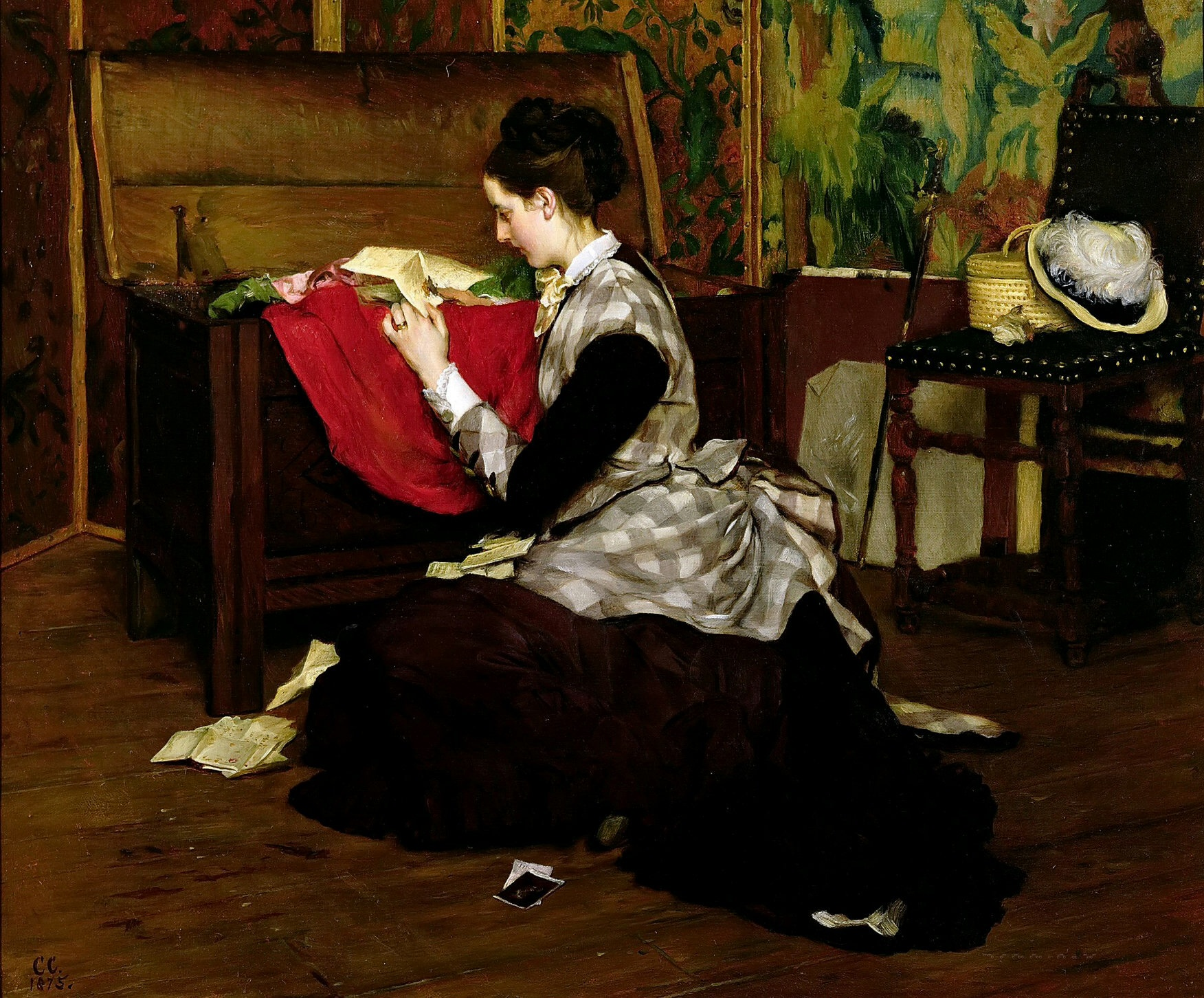
De liefdesbrief

## Noot
1. ↑  Andere vertegenwoordigers, naast Alfred Stevens, waren James Tissot, James McNeill Whistler, Auguste Toulmouche, Charles Baugniet, Florent Willems

- Bibliothèque nationale de France: cb14802578w (data)
- Gemeinsame Normdatei: 1050961323
- International Standard Name Identifier: 0000 0000 7984 7757
- Library of Congress Control Number: n97861556
- Nationale Bibliotheek van Letland: 000207732
- MusicBrainz: 20e60c82-0f37-4114-9667-09d9fe212008
- RKD-Nederlands Instituut voor Kunstgeschiedenis: 20672
- Système universitaire de documentation: 182088251
- Union List of Artist Names: 500018384
- Virtual International Authority File: 16526713
- WorldCat: E39PBJr7XVbrWtYmRPM4JFmWXd